# Hypodactylus
Hypodactylus là một chi động vật lưỡng cư trong họ Strabomantidae, thuộc bộ Anura. Chi này có 13 loài và 38% bị đe dọa hoặc tuyệt chủng.